# سیارک ۶۰۰۰۱
سیارک ۶۰۰۰۱ (به انگلیسی: 60001 Adelka، نامگذاری:1999TG5) شصت هزار و یکمین سیارک کشف شده‌است که در ۴ اکتبر ۱۹۹۹ کشف شد.